# 黑森州议会
黑森州议会（Hessischer Landtag），为德国黑森州的州立法机构。黑森州议会的主要职能包括选举与监督州政府，通过州法律，颁布预算。黑森州议会办公地位于威斯巴登城市宫。
黑森州议会为一院制，共有137個席位，議會內有6個黨派。

## 外部連結
- 维基共享资源上的相關多媒體資源：黑森州议会
- 官方网站